# 제물포 조약

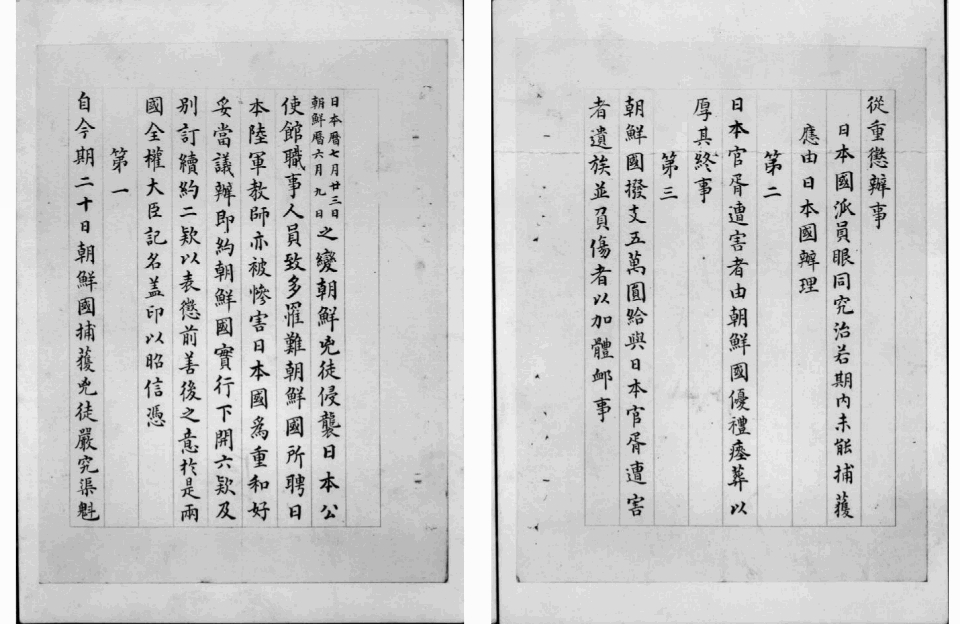
조약 원문 1쪽 ~ 2쪽

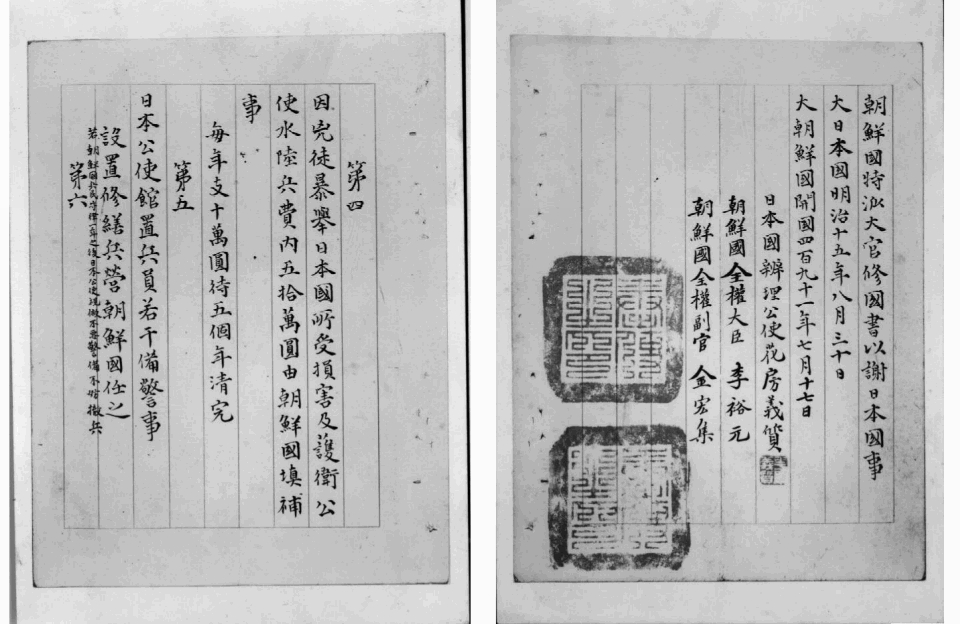
조약 원문 3쪽 ~ 4쪽

제물포 조약(濟物浦條約, 일본어: 済物浦条約)은 1882년 8월 30일(고종 19년 음력 7월 17일) 임오군란의 사후 처리를 위해 조선과 일본 제국 사이에 체결된 불평등 조약이다. 조일강화조약(朝日講和條約)이라고 부르기도 한다.

## 경과
일본 제국은 임오군란 때의 피해보상을 요구한다는 명목으로 하나부사 요시모토 공사를 파견, 유력한 육해군의 시위 아래 제물포에 상륙했다. 일본의 출병 소식에 가장 신경을 곤두세운 것은 청나라였다. 청나라는 영선사 김윤식의 의견을 청취하고 속국을 보호한다는 대의명분을 내세워 오장경으로 하여금 군사를 거느리고 재빨리 출동케 했다. 이때 청나라에서는 사태가 확대되는 것을 우려해 일본 공사를 자중시키는 한편, 조선 정부의 태도를 완화시켜 양국 사이에 제물포에서 회담을 열어 〈제물포 조약〉을 맺었다.
이에 따라 조선 정부는 배상금을 지불하게 되고 일본 공사관에 일본 경비병을 주둔시키게 되었다.

## 조약 내용
임오군란에 개입한 일본은 조선에 책임을 물어 일본 측 대표 하나부사 공사와 조선의 김홍집 사이에 맺어진 조약이다. 본조약 6개조와 〈조일수호조규 속약〉 2개조가 각각 조인되었다.
그 다음 내용과 같은 것이 그 핵심을 이룬다.
- 조선 측의 5만 원 배상
- 일본 공사관의 일본 경비병 주둔
- 조선 정부의 공식 사과를 위한 수신사 파견
- 임오군란 주모자 처벌
- 일본인 피해자 유족에게는 위문금 지불

일본에 대한 배상을 일본으로부터 외채를 빌려 차입하여 충당하도록 일본 측과 밀약하고, 조약 문서에 조인하였으며 이로써 일본이 조선을 강탈할 수 있는 미끼를 던져주게 되었다. 일본은 조선에서의 지위를 구미열강으로부터 인정받게 하였으며, 공사관 경비라는 미명 하에 일본군이 조선 땅으로 건너오게 되는 계기를 만들었다.

## 영향
이러한 사건을 계기로 친일 여론은 조선에서 후퇴하게 되고 그 대신 친청사대 세력이 강력하게 대두되었다.

### 개화파의 친일화
제물포 조약의 규정에 따라 사과 사절로서 박영효, 김만식 등이 수신사로, 홍영식, 서광범 등이 수행원, 그리고 군왕의 밀명을 띤 민영익, 김옥균 등 15명이 일본으로 건너갔다.
이들을 맡는 일본은 국빈 대우에 가까운 극진한 대접을 하는가 하면 100일간의 체제 비용을 전액 일본 외무성이 감당하였다. 그리고 외무상 이노우에 가오루는 당대의 철학자 후쿠자와 유키치와 이들이 접촉할 수 있도록 주선하여 그의 해박한 근대 지식으로 하여금 조선 청년들을 사로잡게 만들었다.
일본 정부는 이들 사절단을 극진히 환대하고, 제물포 조약에 의해 조선 정부가 배상토록 한 배상금 50만 엔을 5년에 걸쳐 완납토록 했던 것을 10년으로 연장해 주었으며, 조선 정부가 필요로 하는 자금 17만 엔을 부산 세관의 수입과 서천 사금 광산을 담보로 잡고 연리 8부로 조선에 빌려 주었다.
이런 일본의 계략에 빠져 친일 성향을 갖게 된 이들은 귀국하여 일본의 힘을 빌려 개화와 정치개혁을 단행하고자 하였으니 이것이 갑신정변이다.

## 참고 자료
- 《글로벌 세계대백과사전》,  〈개화정책과 그 반향〉
- 김삼웅 (1995년 7월 1일). 《친일정치 100년사》. 서울: 동풍. ISBN 978-89-86072-03-7.